# Tété
Pour les articles homonymes, voir TT et Tete.
Niang Mahmoud Tété, dit Tété, né le 25 juillet 1975 à Dakar au Sénégal, est un auteur-compositeur-interprète et guitariste français.

## Biographie

### Jeunesse
Tété est né à Dakar au Sénégal, le 25 juillet 1975, d’une mère martiniquaise et d’un père sénégalais. Il est le frère de Makia. En 1977, il s’installe avec sa famille à Bordeaux. Trois ans plus tard, ils déménagent à Saint-Dizier, en Haute-Marne, dans l'est de la France. Il y passera une grande partie de sa jeunesse (de 5 ans à 19 ans). Il vivra dans un immeuble face au théâtre de la ville. Comme un retour aux sources, il reviendra à Saint-Dizier en décembre 2024 pour un concert dans le cadre de la fin de sa tournée "L'antichambre Tour".

## Participations
- 2004 : Amade - Chanter qu'on les aime  feat. Corneille (chanteur), Florent Pagny, Natasha St Pier, Nolwenn Leroy, Yannick Noah, Jenifer, Chimène Badi, Diane Tell, Calogero, Bénabar, Tété, Diam's, Anthony Kavanagh, Nadiya, Tragédie (groupe), Willy Denzey, Lokua Kanza, M.Pokora et Singuila.
- 2013 : La sieste pour Le soldat rose 2.
- 2017 : Bidon sur l'album hommage à Alain Souchon, Souchon dans l'air

## Acteur
En 2014-2015, Tété participe à la série télévisée Hero Corp. Il y apparaît en tant que narrateur musicien. La même année, il apparait également en invité dans la série Cut !, où il joue le rôle de Théo, un sosie de Tété.